# Sur le pont des Soupirs
Pour les articles homonymes, voir Pont des Soupirs (homonymie).
Pour plus de détails, voir Fiche technique et Distribution.
Sur le pont des Soupirs  (Sul ponte dei Sospiri) est un film dramatique italien réalisé par Antonio Leonviola et sorti en 1953.
Le film est scénarisé par Luigi Bonelli (it) d'après les personnages créés par Michel Zévaco.

## Synopsis
Bianca, qui vient d'atteindre l'âge adulte, apprend la vérité sur son père, qu'elle croyait mort. Il est vivant, mais emprisonné pour plusieurs crimes qu'il n'a pas commis. Avec l'aide d'une vieille noble et d'un jeune comte (qui est également capitaine), elle se bat pour la vérité et la justice. Son adversaire est le même inquisiteur qui a emprisonné son père.

## Fiche technique
- Titre original : Sul ponte dei Sospiri[1]
- Titre français : Sur le pont des Soupirs[2]
- Réalisateur : Antonio Leonviola
- Scénario : Luigi Bonelli (it)
- Décors : Ferdinando Ruffo
- Costumes : Marina Arcangeli
- Maquillage : Franz Sala
- Photographie : Aldo Giordani
- Montage : Roberto Cinquini
- Musique : Carlo Innocenzi
- Production : Enrico Bomba, Paolo Mercuri, Aldo Quinti, Aldo Salerno Rossi
- Société de production : Bomba e Ci.
- Pays de production :  Italie
- Langue originale : italien
- Format : Noir et blanc - 35 mm - 1,37:1 - Son mono
- Durée : 88 minutes
- Genre : Drame passionnel
- Dates de sortie :
  - Italie : 21 août 1953
  - France : 6 octobre 1954
- Affiche : Roger Rojac (France)

## Distribution
- Maria Frau : Bianca Spada
- Frank Latimore : Capitaine Vessel
- Françoise Rosay : Dame de Sainte Agathe
- Eduardo Ciannelli : Inquisiteur
- Luciana Vedovelli : Nerissa Fornier
- Carlo Micheluzzi : Le Doge
- Gisella Sofio : Barberina
- Lauro Gazzolo : Le banquier
- Angiola Faranda : Gemma Spada
- Armando Guarneri : Messer Grande
- Massimo Girotti : Marco Spada
- Enzo Musumeci Greco

## Œuvre connexe
- Le Pont des Soupirs (Il ponte dei Sospiri) de Carlo Campogalliani et Piero Pierotti (1964)